# Matilde Palazzesi
Matilde Palazzesi, född den 1 mars 1811 i Sinigaglia, död den 3 juli 1842 i Barcelona, var en italiensk sångerska. 
Matilde Palazzesi erhöll sin vokala utbildning i Neapel och debuterade vid 18 års ålder med framgång. Sedan dess vann hon segrar på de flesta större scener i Italien. Hon uppträdde även i Dresden med flera av Tysklands städer och i Madrid.